# Challenger de Florianópolis 2021
El torneo Florianópolis Challenger 2021 fue un torneo de tenis perteneció al ATP Challenger Tour 2021 en la categoría Challenger 80. Se trató de la 1.ª edición, el torneo tuvo lugar en la ciudad de Florianópolis (Brasil), desde el 6 hasta el 11 de diciembre de 2021 sobre pista de tierra batida al aire libre.

## Jugadores participantes del cuadro de individuales
| Favorito | País                 | Jugador              | Rank1 | Posición en el torneo    |
| -------- | -------------------- | -------------------- | ----- | ------------------------ |
| 1        | Bandera de Uruguay   | Pablo Cuevas         | 99    | Cuartos de final, retiro |
| 2        | Bandera de Bolivia   | Hugo Dellien         | 119   | FINAL                    |
| 3        | Bandera de Brasil    | Thiago Seyboth Wild  | 131   | Primera ronda            |
| 4        | Bandera de Argentina | Juan Ignacio Londero | 139   | Semifinales              |
| 5        | Bandera de Argentina | Nicolás Kicker       | 229   | Segunda ronda            |
| 6        | Bandera de Argentina | Pedro Cachín         | 239   | Primera ronda            |
| 7        | Bandera de Argentina | Andrea Collarini     | 264   | Primera ronda            |
| 8        | Bandera de Argentina | Juan Pablo Ficovich  | 285   | Primera ronda            |

- 1 Se ha tomado en cuenta el ranking del 29 de noviembre de 2021.

### Otros participantes
Los siguientes jugadores recibieron una invitación (wild card), por lo tanto ingresan directamente al cuadro principal (WC):
- Mateus Alves
- Pedro Boscardin Dias
- Gustavo Heide

Los siguientes jugadores ingresan al cuadro principal tras disputar el cuadro clasificatorio (Q):
- Nicolás Barrientos
- Wilson Leite
- Igor Marcondes
- Federico Zeballos

## Campeones

### Individual Masculino
- Igor Marcondes derrotó en la final a  Hugo Dellien, 6–2, 6–4

### Dobles Masculino
- Nicolás Barrientos /  Alejandro Gómez derrotaron en la final a  Martín Cuevas /  Rafael Matos, 6–3, 6–3